# Campionato di pallacanestro NCAA Division II
Il Campionato di pallacanestro NCAA Division II si gioca dal 1957. Come in tutti gli altri campionati di basket NCAA è un torneo ad eliminazione diretta a designare il vincitore. Una differenza sostanziale con le division I e III è che le finali si giocano tra otto squadre anziché quattro.

## Albo d'oro
- 1957 	Wheaton
- 1958 	South Dakota
- 1959 	Evansville
- 1960 	Evansville
- 1961 	Wittenberg
- 1962 	Mount St. Mary's
- 1963 	South Dakota State
- 1964 	Evansville
- 1965 	Evansville
- 1966 	Kentucky Wesleyan
- 1967 	Winston-Salem State
- 1968 	Kentucky Wesleyan
- 1969 	Kentucky Wesleyan
- 1970 	Philadelphia Textile
- 1971 	Evansville
- 1972 	Roanoke
- 1973 	Kentucky Wesleyan
- 1974 	Morgan State
- 1975 	Old Dominion
- 1976 	Puget Sound
- 1977 	Chattanooga
- 1978 	Cheyney
- 1979 	North Alabama
- 1980 	Virginia Union
- 1981 	Florida Southern
- 1982 	District of Columbia
- 1983 	Wright State
- 1984 	Central Missouri State
- 1985 	Jacksonville State
- 1986 	Sacred Heart
- 1987 	Kentucky Wesleyan
- 1988 	Lowell
- 1989 	North Carolina Central
- 1990 	Kentucky Wesleyan
- 1991 	North Alabama
- 1992 	Virginia Union
- 1993 	Cal State Bakersfield
- 1994 	Cal State Bakersfield
- 1995 	Southern Indiana
- 1996 	Fort Hays State
- 1997 	Cal State Bakersfield
- 1998 	UC Davis
- 1999 	Kentucky Wesleyan
- 2000 	Metropolitan State
- 2001 	Kentucky Wesleyan
- 2002 	Metropolitan State
- 2003 	Northeastern State
- 2004 	Kennesaw State
- 2005 	Virginia Union
- 2006 	Winona State
- 2007 	Barton
- 2008    Winona State
- 2009    Findlay
- 2010    Cal Poly Pomona
- 2011    Bellarmine
- 2012    Western Washington
- 2013    Drury
- 2014    Central Missouri
- 2015    Florida Southern
- 2016    Augustana (SD)
- 2017    Northwest Missouri State
- 2018    Ferris State
- 2019    Northwest Missouri State
- 2020 – Non disputato a causa di COVID-19.
- 2021 – Northwest Missouri State
- 2022 – Northwest Missouri State
- 2023 – Nova Southeastern

## Università più vittoriose
|  | Kentucky Wesleyan        | 8 | Titoli |
|  | Evansville               | 5 | Titoli |
|  | Northwest Missouri State | 4 | Titoli |
|  | Cal State Bakersfield    | 3 | Titoli |
|  | Virginia Union           | 3 | Titoli |
|  | Metropolitan State       | 2 | Titoli |
|  | North Alabama            | 2 | Titoli |
|  | Winona State             | 2 | Titoli |
|  | Central Missouri         | 2 | Titoli |
|  | Florida Southern         | 2 | Titoli |